# Embelia impressa
Embelia impressa är en viveväxtart som beskrevs av Fletcher. Embelia impressa ingår i släktet Embelia och familjen viveväxter. Inga underarter finns listade i Catalogue of Life.